# Breivikbotn
Breivikbotn ist eine Ortschaft in der norwegischen Kommune Hasvik in der Provinz (Fylke) Finnmark. Der Ort stellt das Verwaltungszentrum von Hasvik dar und hat 315 Einwohner (Stand: 1. Januar 2024).

## Geografie
Breivikbotn ist ein sogenannter Tettsted, also eine Ansiedlung, die für statistische Zwecke als eine städtische Siedlung gewertet wird. Der Ort liegt an der Westküste der Insel Sørøya, wo der Fjord Breivikfjorden die Bucht Breivikbotn bildet. Der Fjord geht in das offene Seegebiet Lopphavet ein, das kaum Schutz vor Unwetterfronten bietet.

## Wirtschaft und Infrastruktur
Breivikbotn ist ein Fischerdorf und wird aufgrund seiner Bedeutung als Fischerhafen auch Lille Lofoten (deutsch Klein-Lofoten) genannt. Aufgrund seiner exponierten Lage ist der Hafen des Ortes durch eine Mole geschützt. Durch den Ort führt in Nord-Süd-Richtung der Fylkesvei 882. Die Straße führt Richtung Süden zum an der Südwestküste gelegenen Flughafen Hasvik.

## Kirche
In Breivikbotn steht die Breivikbotn kapell aus dem Jahr 1959.